# Constant Madtoingué
Constant Madtoingué (ur. 23 września 1987 w Sarh) – czadyjski piłkarz grający na pozycji prawego obrońcy. Od 2018 jest piłkarzem klubu AS CotonTchad.

## Kariera klubowa
Swoją karierę Madtoingué rozpoczął w klubie AS CotonTchad. W 2010 roku zadebiutował w jego barwach w pierwszej lidze czadyjskiej. W sezonach 2014 i 2015 wywalczył z nim dwa wicemistrzostwa Czadu. W latach 2017–2018 grał w kameruńskim Unionie Duala. W połowie 2018 roku wrócił do AS CotonTchad. W sezonach 2018 i 2019 został z nim wicemistrzem kraju.

## Kariera reprezentacyjna
W reprezentacji Czadu Madtoingué zadebiutował 8 lutego 2011 roku w przegranym 0:2 towarzyskim meczu z Gwineą Równikową.